# Lotus Eletre

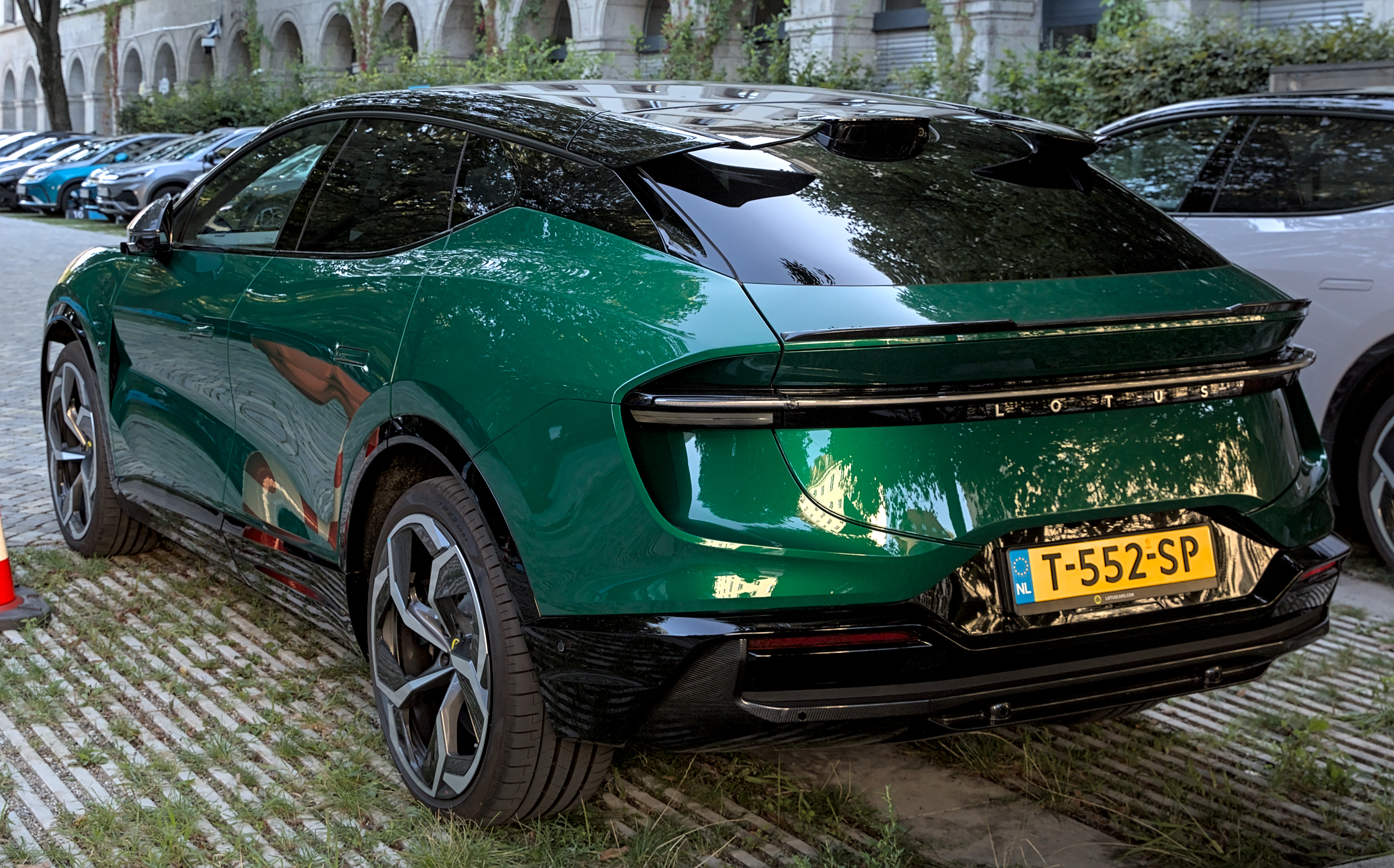
Heckansicht

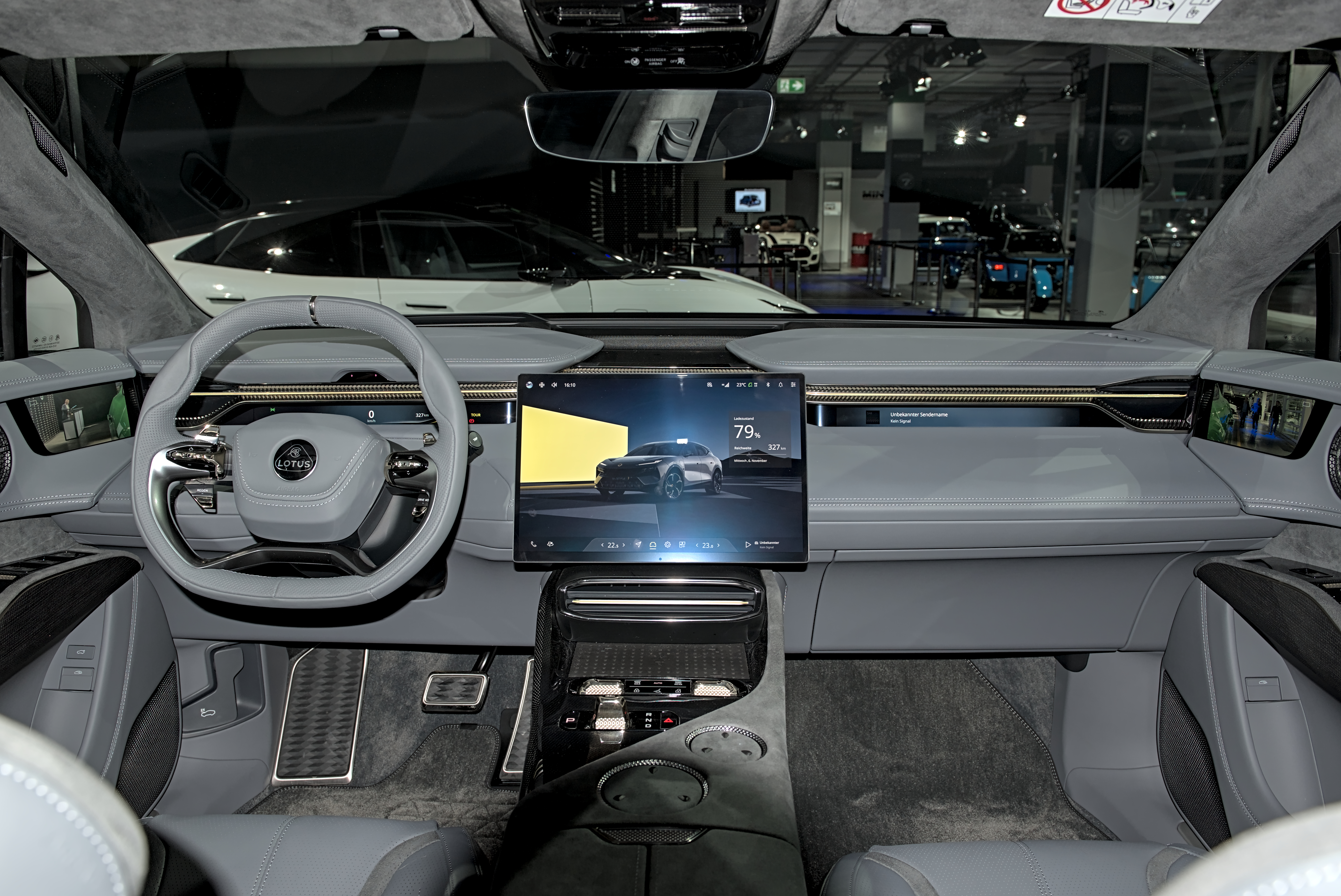
Innenraum

Der Lotus Eletre ist ein batterieelektrisch angetriebenes Sport Utility Vehicle des britischen Automobilherstellers Lotus Cars.

## Geschichte
Am 29. März 2022 präsentierte Lotus das erste SUV der Marke; es wird seit dem 15. Juli 2022 im chinesischen Wuhan produziert. Ein Jahr später wurden die ersten Fahrzeuge ausgeliefert. Die Auslieferungszeremonie fand zeitgleich mit dem 75-jährigen Jubiläum der Marke auf der F1-Rennstrecke Shanghai International Circuit statt. Die ersten Auslieferungen in Europa folgten noch im selben Jahr. Bis August 2023 hatte Lotus 17.000 Bestellungen für den Eletre verzeichnet. Die Bezeichnung „Eletre“ leitet sich aus dem Ungarischen ab, was in etwa „zu neuem Leben erwachen“ bedeutet. Weiter weist der Hersteller auf die interne Tradition hin, dass nahezu alle Modelle mit einem „E“ beginnen.

## Technik
Das 5,10 m lange Fahrzeug basiert auf der von Geely entwickelten Elektrofahrzeug-Plattform Electric Premium Architecture (EPA) und verfügt immer über je einen Elektromotor pro Achse. Zusammen ergeben sie einen Allradantrieb. Der Antrieb basiert auf einem 800-Volt-System. Es werden Leistungsstufen von 450 kW (612 PS) und 710 Nm Drehmoment oder 675 kW (918 PS) und 985 Nm angeboten. Der Wagen soll in 4,5 Sekunden bzw. 2,95 Sekunden von 0 auf 100 km/h beschleunigen. Die Höchstgeschwindigkeit liegt bei 258 km/h bzw. 265 km/h. Die nach WLTP-Norm angegebenen Reichweiten betragen 600 bzw. 490 km. Der 112 kWh große Akku kann mit 22 kW mit Wechselstrom oder bis zu 350 kW mit Gleichstrom geladen werden. Die Ladezeit zwischen 10 und 80 % soll knapp 20 Minuten betragen. Im Cockpit kann der Ladezustand an der über die gesamte Breite durchgehenden Lichtlinie abgelesen werden. Beim Entriegeln ist der Ladezustand an dem Lichtband am Heck zu sehen.
Öffnungen an der Front führen den Luftstrom zum Teil zur Seite Richtung Radkästen, zum Teil nach oben auf die Oberseite der Fronthaube. Der Dachkantenspoiler ist geteilt. In ihm ist einer von insgesamt vier Lidar-Sensoren untergebracht, die die Umgebung zu jeder Seite abtasten können. Zwei weitere Lidar-Sensoren sind in den Kotflügeln platziert. Ein weiterer, automatisch verstellbarer Heckspoiler reguliert den Abtrieb. Die Assistenzsysteme ermöglichen bereits autonomes Fahren nach Level 2+, das heißt, der Wagen kann automatisch einparken, hält die Spur und im Stau bremst er ab oder beschleunigt. Durch die Ergänzung „+“ kann über einen längeren Zeitraum ohne Eingriff des Fahrzeugführers autonom gefahren werden. Die technische Ausstattung ist bis zu Level 4 ausgelegt. Bisher existieren allerdings nur Zulassungen anderer Fahrzeuge bis zu Level 3. Ergänzende Funktionen werden über over-the-air-Updates hinzugefügt. Die Hinterachse lenkt bei einigen Versionen serienmäßig und bei anderen auf Wunsch bis zu 3,5 Grad mit. Bei den Scheinwerfern sind wahlweise Matrix-LEDs verfügbar.
Vor Fahrer und Beifahrer sind drei Zentimeter hohe Bildschirmstreifen angebracht, die Lotus Technologieband nennt und auf denen die wichtigsten Informationen wie Geschwindigkeit und Verkehrszeichen angezeigt werden. Weitere Informationen sind auf einem 15,1 Zoll großen Infotainment-Display auf der Mittelkonsole zu sehen, das sich umklappen lässt, um die Sicht auf die Fahrbahn nicht zu beeinträchtigen. Des Weiteren hat der Eletre ein Head-up-Display. Auf Wunsch können die Außenspiegel durch Kameras ersetzt werden, deren Bilder auf Displays in den Türen angezeigt werden.
Der Stauraum beträgt hinten 688 und vorne 46 Liter. Bei umgeklappten Rücksitzen erweitert sich das Ladevolumen auf bis zu 1532 Liter.

## Technische Daten
|                                                | Eletre / Eletre S / Eletre 600                           | Eletre R / Eletre 900                                    |
| ---------------------------------------------- | -------------------------------------------------------- | -------------------------------------------------------- |
| Bauzeitraum                                    | seit 07/2022                                             | seit 07/2022                                             |
| Motorkenndaten                                 |                                                          |                                                          |
| Motortyp                                       | permanentmagneterregte Synchronmaschine vorne und hinten | permanentmagneterregte Synchronmaschine vorne und hinten |
| Leistung, Vorderachse, Peak                    | 225 kW (306 PS)                                          | 338 kW (459 PS)                                          |
| Leistung, Hinterachse, Peak                    | 225 kW (306 PS)                                          | 338 kW (459 PS)                                          |
| max. Systemleistung                            | 450 kW (612 PS)                                          | 675 kW (918 PS)                                          |
| max. Drehmoment                                | 710 Nm                                                   | 985 Nm                                                   |
| Kraftübertragung                               |                                                          |                                                          |
| Antrieb                                        | Allradantrieb                                            | Allradantrieb                                            |
| Getriebe                                       | 1-Gang-Getriebe                                          | 2-Gang-Getriebe                                          |
| Antriebsbatterie                               |                                                          |                                                          |
| Energieinhalt                                  | 112 kWh                                                  | 112 kWh                                                  |
| Messwerte                                      |                                                          |                                                          |
| Leergewicht EU                                 | 2565–2645 kg                                             | 2745 kg                                                  |
| Höchstgeschwindigkeit                          | 258 km/h                                                 | 265 km/h                                                 |
| Beschleunigung, 0–100 km/h                     | 4,5 s                                                    | 2,95 s                                                   |
| Energieverbrauch auf 100 km (WLTP, kombiniert) | k. A.                                                    | k. A.                                                    |
| Reichweite nach WLTP                           | 600 km                                                   | 490 km                                                   |

## Zulassungszahlen in Deutschland
Seit dem Marktstart 2023 bis einschließlich Dezember 2024 sind in der Bundesrepublik Deutschland insgesamt 270 Lotus Eletre neu zugelassen worden.
|  |

|  |

|  |

|  |

|  |

|  |

|  |

|  |

|  |

|  |

|  |

|  |

|  |

|  |

|  |

|  |

|  |

|  |

|  |

|  |

|  |

|  |

|  |

|  |

|  |

|  |

|  |

|  |

|  |

|  |

|  |

|  |

|  | Allradantrieb (270) |

|  | Allradantrieb (270) |